# Uwe Holmer
Uwe Holmer (Wismar, 6 de febrero de 1929-Serrahn, 25 de septiembre de 2023) fue un pastor, teólogo y autor alemán. Fue director de la Bibelschule Falkenberg entre 1967 y 1983 y de la Hoffnungstaler Stiftung Lobetal, una clínica para personas sin hogar y discapacitadas, desde 1983 hasta su jubilación en los años 1990. Fue conocido por haber acogido al exlíder de Alemania del Este Erich Honecker y a su esposa Margot después de que la Cámara Popular confiscara la propiedad de Honecker.

## Biografía

### Primeros años de vida
Nació el 6 de febrero de 1929 en Wismar, Alemania. Se unió a las Juventudes Hitlerianas, viéndolo como una oportunidad de aprender cosas nuevas en un ambiente optimista y de camaradería. Cuando era adolescente, sufrió problemas de salud, lo que lo envió a una clínica pulmonar durante diez meses, donde se hizo amigo de un chico mayor que lo cuidó y le habló de Jesús. Esta experiencia marcaría su ministerio posterior. Después de graduarse de la escuela secundaria en 1948, estudió en la Universidad de Jena para convertirse en ministro luterano. Aunque Jena estaba situada en la Alemania Oriental soviética, la universidad todavía ofrecía clases de teología impartidas por profesores luteranos antinazis. Fue ordenado y se graduó en 1955, convirtiéndose en pastor en Leussow en el distrito de Ludwigslust de Mecklemburgo.

### Ministerio
Cuando su familia huyó a Alemania Occidental en 1953, se quedó en Alemania Oriental porque creía que necesitarían más pastores. Fue pastor en Mecklemburgo de 1955 a 1967 y director de la Bibelschule Falkenberg, cerca de Berlín, de 1967 a 1983. Criticó a la RDA y se opuso a la colectivización forzosa de la agricultura por parte del gobierno. Como resultado, se convirtió en un objetivo de la Stasi. Sus posturas políticas impidieron que su familia lo visitara durante un año, y a ninguno de sus hijos se le permitió asistir a la escuela secundaria, a pesar de obtener buenas notas. Estuvo a punto de apelar a la Comisión Europea de los Derechos Humanos como respuesta, pero su obispo le aconsejó que se abstuviera de hacerlo por temor a que el estado cerrara su escuela bíblica. En 1983, se convirtió en director de la Hoffnungstaler Stiftung Lobetal, un sanatorio creado en 1905 para ayudar a adictos, personas mayores, discapacitadas y personas sin hogar. Bajo su dirección, la Hoffnungstaler Siftung abrió una clínica de adicciones y consiguió muchos empleados pietistas ante la escasez de personal. Por su labor allí, recibió una medalla al mérito de la RDA.

#### Refugio para Erich Honecker
Debido a la creciente inestabilidad en Alemania del Este, el presidente del Consejo de Estado, Erich Honecker, fue depuesto y expulsado del Partido Socialista Unificado de Alemania tres semanas antes de la caída del Muro de Berlín. El 5 de diciembre de 1989, el fiscal general abrió una investigación formal y Honecker fue puesto bajo arresto domiciliario durante un mes. Tras ser liberado, Honecker se vio obligado a mudarse de su casa en Wandlitz, y la Cámara Popular la convirtió en un sanatorio para discapacitados. Aunque Honecker pasó la mayor parte de enero de 1990 en el hospital para extirparle un tumor, carecía de un hogar. Honecker encargó a su íntimo amigo y abogado Wolfgang Vogel que pidiera asilo a la Iglesia protestante de Berlín-Brandeburgo, ya que otros lugares corrían el riesgo de estar expuestos a la violencia de las turbas. Después de que el estado rechazara cuatro veces la solicitud de alojamiento de Honecker, el obispo Gottfried Forck aceptó enviar a Erich y Margot a Lobetal.
Desde finales de enero hasta abril de 1990, Holmer y su esposa Sigrid alojaron a Honecker y su esposa Margot. Durante ese tiempo, la casa de Holmer se vio inundada por periodistas y manifestantes. Sin embargo, Holmer creía que albergar a los Honecker era lo moralmente correcto y lo veía como un acto de perdón. Después de que Honecker se mudó de la casa de Holmer, Holmer mantuvo correspondencia con Honecker, y Erich y Margot Honecker le enviaron tarjetas navideñas a Holmer todos los años hasta que Margot murió en 2016. Diez años después de la muerte de Erich Honecker, Holmer hizo campaña para trasladar sus restos de una urna en el alféizar de la ventana de Margot Honecker en Chile a una tumba en Friedrichsfelde, Alemania.

### Últimos años y muerte
Después de que su primera esposa, Sigrid, muriera en 1995, se casó con Christine Lander en 1996. Adoptó a los cinco hijos de Christine de su primer matrimonio, ya que su marido murió joven. Después de jubilarse, regresó a Serrahn para trabajar en una clínica de rehabilitación para adictos. También se unió a la junta directiva de la Alianza Evangélica Alemana. Denunció la práctica del aborto, declarando que los fetos abortados «faltan en todos los rincones de la sociedad». También criticó a la Iglesia evangélica en Alemania por estar guiada por una «crítica bíblica extrema». Viajaba regularmente a Kazajistán y Kirguistán para enseñar en escuelas bíblicas. En 2009, escribió una autobiografía titulada Der Mann, bei dem Honecker wohnte («El hombre con el que vivíó Honecker»). Su historia también fue el tema del documental de 2022, Honecker und der Pastor («Honecker y el pastor»), dirigida por Jan-Josef Liefers. Elogió la película y dijo: «La preocupación de entonces está bien capturada en la película». Murió el 25 de septiembre de 2023 en su casa de Serrahn.

## Obras selectas
- Holmer, Uwe; de Boor, Werner (1976). Die Briefe des Petrus und der Brief des Judas (Wuppertaler Studienbibel) [Las cartas de Pedro y la carta de Judas (Biblia de estudio de Wuppertal)] (en alemán). Wuppertal: R. Brockhaus Verlag. ISBN 3-417-25063-3.
- Holmer, Uwe; Hamm-Brücher, Hildegard; Hildebrandt, Regine (1993). Das geknickte Rohr aufrichten. Christen gegen Gewalt [Enderece el tubo doblado. Cristianos contra la violencia] (en alemán). Wuppertal: R. Brockhaus Verlag. ISBN 3-417-24127-8.
- Holmer, Uwe (2009). Der Mann, bei dem Honecker wohnte [El hombre con el que vivió Honecker] (en alemán). Holzgerlingen: Hänssler Verlag. ISBN 978-3-7751-4582-4.
- Holmer, Uwe (2021). Zuversicht. Weil Glaube trägt [Confianza. Porque la fe lleva] (en alemán). Dillenburg: Christliche Verlagsgesellschaft. ISBN 978-3-86353-730-2.